# Pharaphodius difficilis
Pharaphodius difficilis är en skalbaggsart som beskrevs av S. Endrödi 1955. Pharaphodius difficilis ingår i släktet Pharaphodius och familjen Aphodiidae. Inga underarter finns listade i Catalogue of Life.